# Saint-Jean-d’Elle
Saint-Jean-d’Elle ist eine Gemeinde im französischen Département Manche in der Normandie. Sie gehört zu dem Kanton Condé-sur-Vire im Arrondissement Saint-Lô. Sie entstand als Commune nouvelle durch ein Dekret vom 26. November 2015 mit Wirkung vom 1. Januar 2016, indem die bisherigen Gemeinden Saint-Jean-des-Baisants, Notre-Dame-d’Elle, Précorbin, Rouxeville und Vidouville zusammengelegt wurden.

## Gliederung
| Ortsteil                                  | ehemaliger INSEE-Code | Fläche (km²) | Einwohnerzahl (2016) |
| ----------------------------------------- | --------------------- | ------------ | -------------------- |
| Notre-Dame-d'Elle                         | 50380                 | 02,85        | 0186                 |
| Précorbin                                 | 50414                 | 07,21        | 0524                 |
| Rouxeville                                | 50441                 | 05,83        | 0344                 |
| Saint-Jean-des-Baisants (Verwaltungssitz) | 50492                 | 13,37        | 1252                 |
| Vidouville                                | 50635                 | 04,46        | 0134                 |

## Sehenswürdigkeiten
- Kirche Saint-Jean-Baptiste, Monument historique
- Kirche Saint-Aubin, Monument historique
- Kirche Notre-Dame-de-la-Délivrance, erbaut um das Jahr 1960 nach Plänen der Architekten Jacques Traverse und Mélik Nafilyan
- Kirche Saint-Martin
- Kirche Saint-Pierre in Vidouville aus dem 14. Jahrhundert
- Kapelle in Saint-Jean-des-Baisants

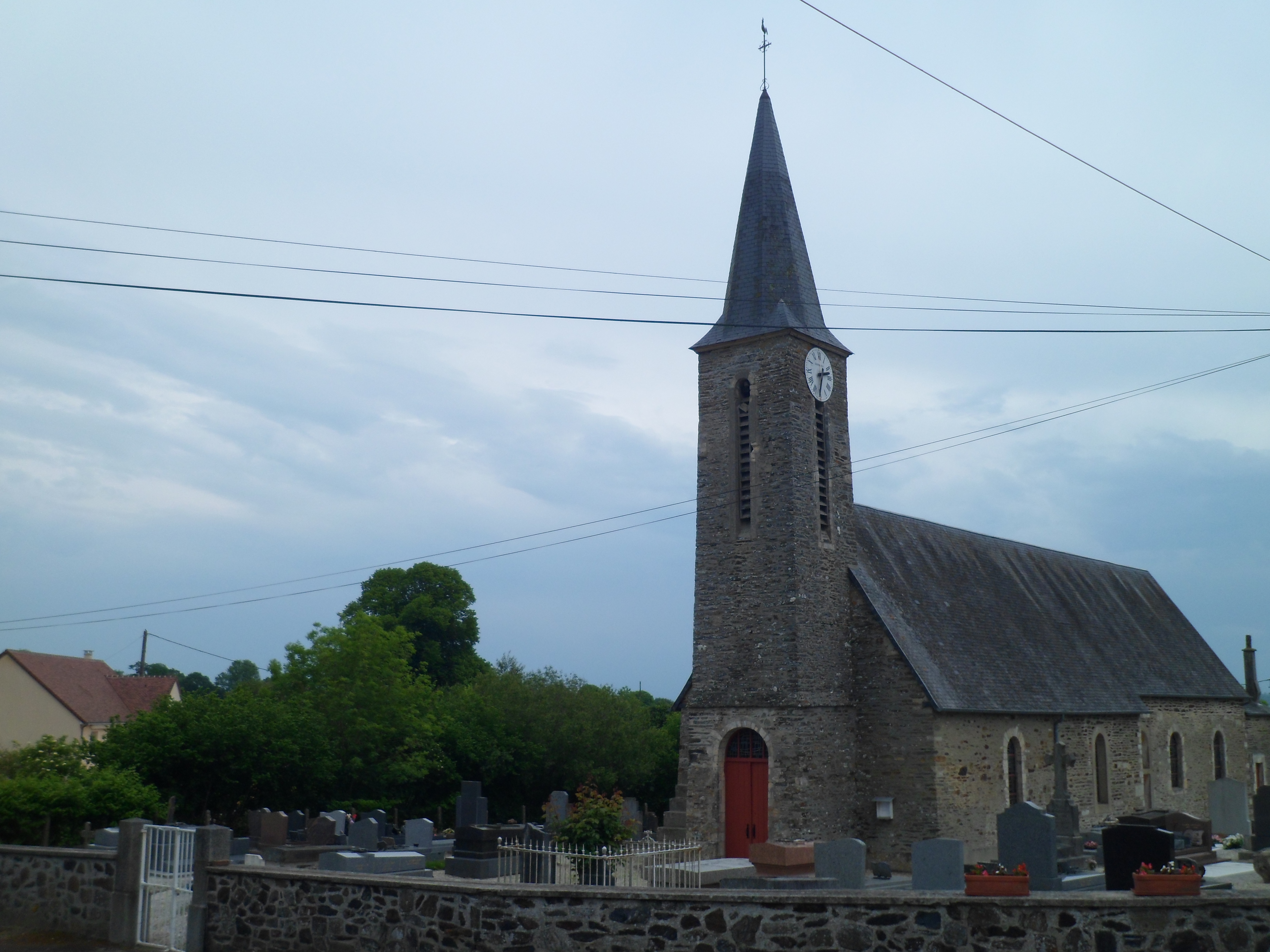
Kirche Saint-Pierre